# 파이뇨
마누엘 페르난데스 페르난데스(스페인어: Manuel Fernández Fernández; 1923년 1월 21일, 갈리시아 주 비고 ~ 2012년 6월 12일)는 파이뇨(스페인어: Pahiño)로 알려진 스페인의 축구 선수로, 현역 시절 스트라이커로 활약하였다.
12년에 걸쳐, 그는 셀타 비고, 레알 마드리드, 그리고 데포르티보 소속으로 278번의 라 리가 경기에 출전해 211골을 기록하였다. 그는 전자의 두 구단 소속으로 피치치의 주인공이 되기도 하였다.

## 클럽 경력
폰테베드라 도 비고 산 파이오 데 나비아 동 출신인 파이뇨는 1943년에 셀타 비고에 입단하여 얼마 지나지 않아 주전이 되었다. 그는 1년차에 라 리가 15번의 경기에 출전해 4골을 득점하는데 그쳤는데, 셀타 비고는 강등되었다.
소속 구단이 1부 리그로 승격한 후, 파이뇨는 구단을 떠나기 전까지 매년 최소 15번은 득점했다. 1947-48 시즌, 그는 21골을 득점해 구단 최고 성적인 리그 4위를 돕고 피치치의 주인공이 되었으며, 코파 델 헤네랄리시모에서는 결승전까지 진출했다.
1948년 여름, 파이뇨와 미겔 무뇨스는 동시에 레알 마드리드에 입단하였다. 그는 새로 몸담은 구단에서도 전처럼 높은 득점률을 유지했는데, 1951-52 시즌에 생애 두 번째로 피치치 주인공이 되었다. 그러나, 알프레도 디 스테파노가 입단하면서, 그는 선수단 내 입지를 잃었고, 나중에 그는 디 스테파노와 동행한 적이 없었다는 좌절감을 토로했다. 모든 대회를 통틀어, 그는 143번의 경기에서 124골을 기록했고, 그는 영면에 들 당시에 역대 최다 득점 13위를 기록했었다.
1957년에 34세의 나이로 은퇴하기 전까지, 파이뇨는 데포르티보(1부 리그 3시즌)와 그라나다(세군다 디비시온)에서 활약했다. 1955년 10월 30일, 전자의 구단에서 활약하던 시절, 그는 전 고용주와의 산티아고 베르나베우 원정 경기에서 2골을 넣어 2-1 승리를 견인하기도 했다.
1956년 2월 며칠 사이에 파이뇨는 데포르티보의 선수 겸 감독을 맡았었다. 데포르티보는 그가 지휘한 세 경기에서 12골을 실점했는데, 이 중 바르셀로나와의 경기(0-7, 안방)와 알라베스(2-4, 원정)와의 경기에서 패하였다.

## 국가대표팀 경력
파이뇨는 스페인 국가대표팀 경기에 7년 동안 3번 출전하였다. 그는 1948년 6월 20일, 스위스와의 국가대표팀 첫 경기에서 득점을 올렸고, 마지막 국가대표팀 경기인 아일랜드와의 경기에서 2골을 추가하였는데, 2-2로 비겼다. 그가 득점을 올린 두 국가대표팀 경기 모두 친선경기였다.

## 플레이스타일
양발잡이로 신체적 조건이 뛰어난 파이뇨는 양발 어느 발로든지 강하게 공을 찼고, 머리로도 골을 잘 넣었다. 1945년, 그라나다와의 승격 플레이오프전에서 그는 40분 이상을 호세 미얀에게 넘어져 종아리뼈가 골절되었는데도 불구하고 출전을 강행했고, 적지에서의 4-1 승리를 견인했다.

## 사생활
파이뇨는 부친의 모친성의 여러 별칭 중에 하나인 파이뇨에서 유래했다. 그는 표도르 도스토옙스키와 레프 톨스토이 문학의 열독가이기도 했다.
스위스와의 친선경기에서 전반 종료 후, 그는 국가 체육 대표를 맡던 고메스 사마요아의 장광설을 비웃었는데, 이는 그의 국가대표팀 경력을 짧게 했다는 설이 있다. 2012년 6월 12일, 그는 수도 마드리드에서 향년 89세로 영면에 들었다.

## 경력 통계

### 클럽
출처:
| 클럽 통계 | 클럽 통계     | 클럽 통계       | 리그 | 리그 | 컵           | 컵           | 대륙 | 대륙 | 합계 | 합계 |
| 시즌      | 클럽          | 리그            | 출장 | 골   | 출장         | 골           | 출장 | 골   | 출장 | 골   |
| 스페인    | 스페인        | 스페인          | 리그 | 리그 | 코파 델 레이 | 코파 델 레이 | 유럽 | 유럽 | 합계 | 합계 |
| --------- | ------------- | --------------- | ---- | ---- | ------------ | ------------ | ---- | ---- | ---- | ---- |
| 1943-44   | 셀타 비고     | 라 리가         | 15   | 4    | 3            | 2            | -    | -    | 18   | 6    |
| 1944-45   | 셀타 비고     | 세군다 디비시온 | 19   | 13   | 2            | 2            | -    | -    | 21   | 15   |
| 1945-46   | 셀타 비고     | 라 리가         | 22   | 15   | 4            | 1            | -    | -    | 26   | 16   |
| 1946-47   | 셀타 비고     | 라 리가         | 23   | 17   | 7            | 3            | -    | -    | 30   | 20   |
| 1947-48   | 셀타 비고     | 라 리가         | 22   | 21   | 9            | 9            | -    | -    | 31   | 30   |
| 1948-49   | 레알 마드리드 | 라 리가         | 26   | 21   | 3            | 0            | -    | -    | 29   | 21   |
| 1949-50   | 레알 마드리드 | 라 리가         | 22   | 19   | 2            | 0            | -    | -    | 24   | 19   |
| 1950-51   | 레알 마드리드 | 라 리가         | 24   | 21   | 2            | 1            | -    | -    | 26   | 22   |
| 1951-52   | 레알 마드리드 | 라 리가         | 27   | 28   | 6            | 7            | -    | -    | 33   | 35   |
| 1952-53   | 레알 마드리드 | 라 리가         | 25   | 19   | 6            | 8            | -    | -    | 31   | 27   |
| 1953-54   | 데포르티보    | 라 리가         | 28   | 14   | 2            | 0            | -    | -    | 30   | 14   |
| 1954-55   | 데포르티보    | 라 리가         | 22   | 18   | 4            | 3            | -    | -    | 26   | 21   |
| 1955-56   | 데포르티보    | 라 리가         | 22   | 14   | 0            | 0            | -    | -    | 22   | 14   |
| 1956-57   | 그라나다      | 세군다 디비시온 | 15   | 8    | 1            | 1            | -    | -    | 16   | 9    |
| 합계      | 스페인        | 스페인          | 312  | 232  | 51           | 37           | -    | -    | 363  | 269  |
| 경력 합계 | 경력 합계     | 경력 합계       | 312  | 232  | 51           | 37           | -    | -    | 363  | 269  |

### 국가대표팀 득점 기록
출처:
| #  | 날짜             | 경기장                          | 상대     | 점수 | 최종결과 | 대회     |
| -- | ---------------- | ------------------------------- | -------- | ---- | -------- | -------- |
| 1. | 1948년 6월 20일  | 스위스 취리히 하르투름          | 스위스   | 1–0  | 3–3      | 친선경기 |
| 2. | 1955년 11월 27일 | 아일랜드 더블린 데일리먼트 파크 | 아일랜드 | 1–1  | 2–2      | 친선경기 |
| 3. | 1955년 11월 27일 | 아일랜드 더블린 데일리먼트 파크 | 아일랜드 | 2–1  | 2–2      | 친선경기 |

## 수상

### 개인
- 트로페오 피치치: 1947-48, 1951-52[15]